# Angel (islam)
Angel je Alahov sel pri muslimanih.
Angeli so Alahovi sli, ter nadzorniki in zapisovalci človekovih dejanj. K njim sodijo tudi štirje nadangeli : Džabril, Israfil, Izrail in Mikal. Angele je Alah oblikoval iz luči in so njegovi dvorjani, ki stražijo nebo. Upodobljeni so z dvema, trimi ali štirimi krili. Po njih je imenovana 35. sura Korana.